# Nomada (singel)
Nomada – singel Katarzyny Nosowskiej promujący jej szóstą solową płytę pt. 8.
Swoją premierę miał 22 sierpnia na antenie Programu Trzeciego Polskiego Radia. Autorem tekstu jest sama wokalistka, a muzykę skomponował Marcin Macuk. W swoim debiucie utwór uplasował się na 24. miejscu Listy Przebojów Trójki.
Nosowska zapytana dlaczego taki tytuł, odpowiedziała:

„chodzi o to, że bardzo często jako ludzie odbieramy sobie taką przyjemność, która wynika z tego, że na przykład przysiądziemy w jednym miejscu na dłużej, z jedną osobą zostaniemy na długo. To są rzeczy które wymagają odwagi, ale jeśli się zdecydujemy na taki krok w życiu, po prostu być, żeby się osadzić no to wtedy profity są, że tak powiem, no zupełnie wspaniałe. A piosenka z kolei opowiada o postaci, która krótko mówiąc najada się a potem ze wstydem to wszystko jakby oddaje światu z powrotem, ponieważ nie jest skłonna zatrzymać się na dłużej. Czyli jest takim wędrowcą, kimś kto się przemieszcza, czyli dlatego tytuł nomada”.

Singel został nominowany do Fryderyka 2012 w kategorii Piosenka roku.

## Notowania
- Lista Przebojów Programu 3: 8[4]